# 814 ق م
814 ق م أو 814 قبل الميلاد هي سنة من العقد 810 ق م في التقويم اليولياني البروليبتي (التقويم الميلادي). تسبقها سنة 815 ق م وتليها سنة 813 ق م.

## أحداث
• تأسيس الحضارة القرطاجية

## وصلات خارجية
- صفحة السنة على موقع onthisday.com
- سنة 814 ق م على موقع المكتبة الوطنية الفرنسية